# 朱辛荘駅
朱辛荘駅（しゅしんそうえき）は中華人民共和国北京市昌平区に位置する北京地下鉄昌平線と8号線の乗換駅である。

## 歴史
- 2010年12月30日 - 昌平線開業。[2]
- 2013年12月28日 - 8号線開業。

## 駅構造

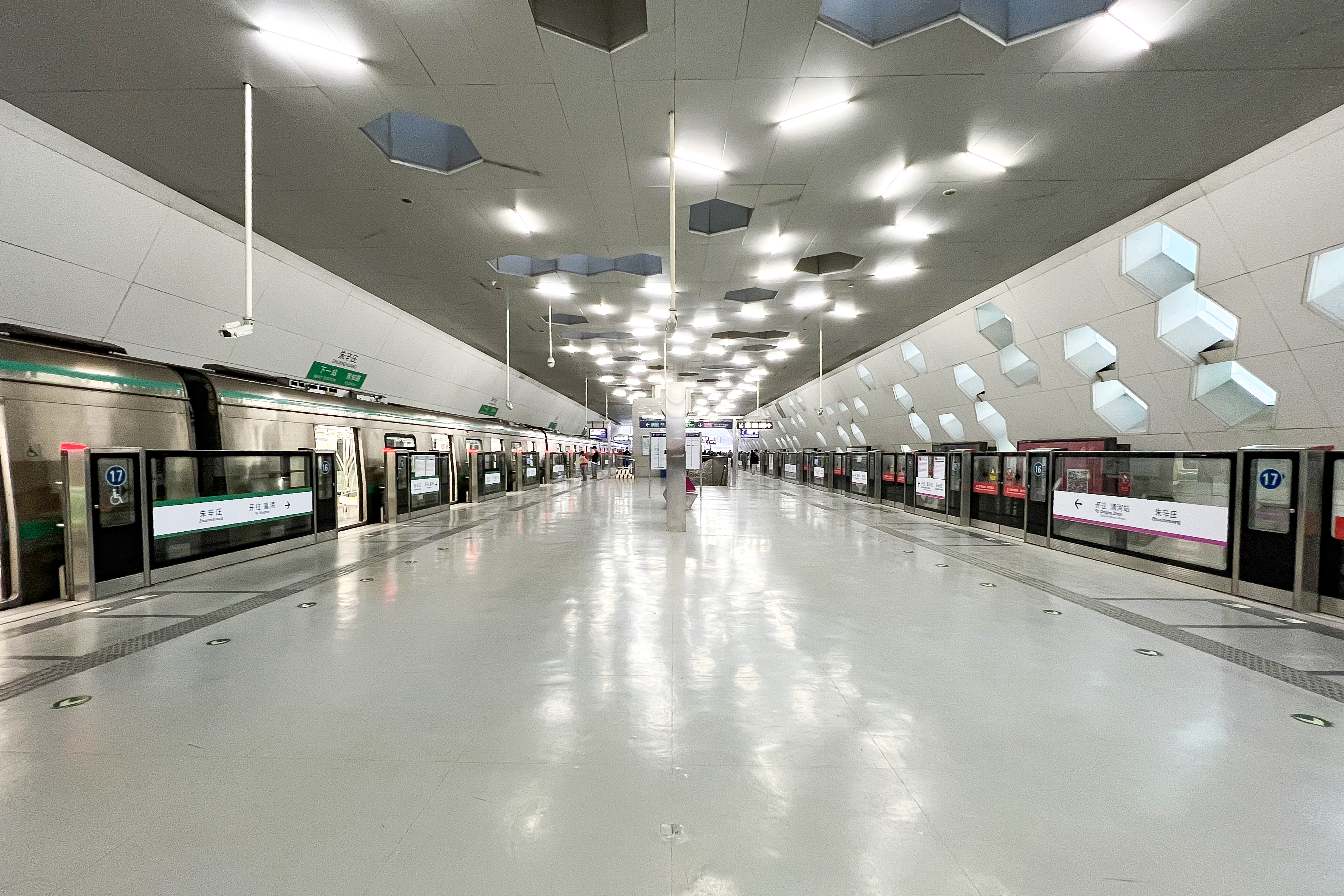
ホーム

島式ホーム2面4線を有する高架駅である。
| 3階  | ■昌平線昌平西山口方面    | ■昌平線昌平西山口方面 |  |
| 3階  | 島式ホーム               |                       |  |
| 3階  | ■8号線ターミナル(終着駅) |                       |  |
| 3階  | ■8号線瀛海方面           |                       |  |
| 3階  | 島式ホーム               |                       |  |
| 3階  | ■昌平線西土城方面        |                       |  |
| 2階  | 駅舎                     |                       |  |
| 地上 | -                        | 出口                  |  |

## 駅周辺
- TBD住総万科天地
- 朱辛荘新区
- 北京農学院（中国語版）

## バス路線

### 地下鉄朱辛荘駅（地铁朱辛庄站）
2025年現在、当駅発着/経由の路線バスは以下のとおりである。
- 463系統（地下鉄龍沢駅～玉衡街）
- 880系統-上り（沙城バスターミナル～地下鉄朱辛荘駅）
- 880系統（区間運行）-上り（康荘西駅～地下鉄朱辛荘駅）
- 880系統（区間運行）-上り（中華永久陵園～地下鉄朱辛荘駅）
- 898系統-上り（涿鹿～地下鉄朱辛荘駅）
- 899系統-上り（下花園～地下鉄朱辛荘駅）
- 専49系統-上り（沙河～地下鉄朱辛荘駅）
- 快速直達専線27系統（地下鉄朱辛荘駅～白各荘バスターミナル）
- C122系統-上り（羅蘭香谷小区～地下鉄朱辛荘駅）
- C124系統（地下鉄朱辛荘駅～地下鉄朱辛荘駅、時計回り）
- 昌19系統（地下鉄龍沢駅～王荘工業園バスターミナル）
- 昌73系統（農学院社区～老牛湾村）

2025年現在、当駅発の路線バスは以下のとおりである。
- 880系統-下り（朱辛荘バスターミナル～沙城バスターミナル）
- 880系統（区間運行）-下り（朱辛荘バスターミナル～康荘西駅）
- 880系統（区間運行）-下り（朱辛荘バスターミナル～中華永久陵園）
- 898系統-下り（朱辛荘バスターミナル～涿鹿）
- 899系統-下り（朱辛荘バスターミナル～下花園）
- 専49系統-下り（朱辛荘バスターミナル～沙河）
- C122系統-下り（朱辛荘バスターミナル～羅蘭香谷小区）

## 隣の駅
北京地下鉄
■8号線
朱辛荘駅 - 育知路駅
■昌平線
生命科学園駅 - 朱辛荘駅 - 鞏華城駅